# 有梗木姜子
有梗木姜子（学名：Litsea lancifolia var. pedicellata）为樟科木姜子属下的一个变种。